# Dexicreonte
En la mitología griega, Dexicreonte (en griego antiguo: Δεχικρεομτ) fue un mercader, el cual consiguió liberar a las mujeres de Samos del erróneo culto que rendían a Afrodita entregándose sin pudor a cualquier advenedizo.
Este bienhechor, encontrándose en la isla de Chipre sin saber que cargamento tomar para su nave, consultó a Afrodita, quien le respondió que hiciera gran acopio de agua. Así lo hizo y cuando él y otros mercaderes que con él habían partido y de él se habían burlado por la carga de su nave se encontraban en alta mar, sobrevino una calma tan prolongada que el protegido de Afrodita vendió el agua que llevaba a tan altos precios, que los productos de sus compañeros pasaron a ser suyos.
Dexicreonte, en agradecimiento al favor de Afrodita, le erigió un suntuoso templo en Samos.